# Danstärnarna
Danstärnarna är varandra näraliggande sjöar i Askersunds kommun i Närke och ingår i Motala ströms huvudavrinningsområde.
- Danstärnarna (Askersunds socken, Närke, 652017-143422), sjö i Askersunds kommun, 58°47′55″N 14°40′02″Ö / 58.7987°N 14.6673°Ö
- Danstärnarna (Askersunds socken, Närke, 652019-143447), sjö i Askersunds kommun, 58°47′56″N 14°40′18″Ö / 58.7989°N 14.6716°Ö